# История гаудия-вайшнавизма
Гаудия-вайшнавизм, или бенгальский вайшнавизм, — это религиозная традиция внутри индуизма и одновременно религиозно-философская школа, представляющая собой ветвь вайшнавизма, зародившуюся и получившую первоначальное распространение в Бенгалии. В религиозном отношении гаудия-вайшнавизм является наиболее поздним крупным самобытным течением в вайшнавизме. В философско-богословском отношении это наиболее поздняя самостоятельная школа теистической веданты, завершающая ряд, начало которому положила основанная Рамануджей школа вишишта-адвайты.
В истории гаудия-вайшнавизма выделяется три основных периода. Первый начался с проповеди основоположника традиции Чайтаньи Махапрабху в Навадвипе в XVI веке и завершился в первой половине XVIII века, когда наступил период упадка бенгальского вайшнавизма. На этот период приходится жизнь и деятельность всех авторов, создавших философско-богословскую систему гаудия-вайшнавизма: Рупы Госвами, сформулировавшего понятие бхакти-расы; Дживы Госвами, сыгравшего ключевую роль в систематизации кришнаитской доктрины; Баладевы Видьябхушаны, составившего комментарии к главным текстам веданты и др. Следующий период — период упадка XVIII — XIX веков, в который не было создано сколько-нибудь выдающихся трудов. Третий период — период нового подъёма движения Чайтаньи, был ознаменован выдающимся творчеством Бхактивиноды Тхакура, его сына Бхактисиддханты Сарасвати и распространением гаудия-вайшнавизма за пределы Индии благодаря проповеди Бхактиведанты Свами Прабхупады и основанного им Международного общества сознания Кришны.

## Приход вайшнавизма в Бенгалию
По мнению учёных, вайшнавизм появился в Бенгалии в эпоху Гуптов или вскоре после падения их империи в VI веке. Возможно, что первые бенгальские вайшнавы были последователями школы бхагаватов — одной из ранних традиций кришнаизма. Об этом свидетельствует наскальная надпись в Сушунии, скульптуры в Пахарпуре, надписи XI века в Белаве (в которых упоминается Кришна) и ряд других памятников. В начале XII века бенгальский поэт Умапати Дхара написал поэму «Чандрачуда-чарита», а также ряд песен о Радхе и Кришне на санскрите и бенгали. Примерно к этому же периоду относится наиболее яркое литературное свидетельство того, что вайшнавизм к тому времени уже прочно укоренился на бенгальской почве — это поэма Джаядевы «Гитаговинда» (XI век). Главным действующим лицом «Гитаговинды» выступает Кришна, причём не как аватара Вишну, но как изначальная ипостась Бога и источник всех остальных аватар. Это понимание Кришны отражено в «Дашаватара-стотре» («Гимне десяти аватарам»), одном из гимнов «Гитаговинды», в котором Джаядева выражает почтение Кришне, называя его «Принимающим десять обличий». «Гитаговинда», сочетавшая в себе санскритскую учёность с лиричностью народной поэзии сразу же приобрела большую популярность. За относительно короткое время к ней были написаны более сорока комментариев и более десяти подражаний. В XIV—XV веках в Бенгалии широко распространились песни Видьяпати на майтхили, наряду с «Гитаговиндой» заслужившие особое почитание вайшнавов. Другой крупный бенгальский автор этого периода, Чандидас (Чондидаш), писал песни о Радхе и Кришне, хотя сам принадлежал к традиции шактизма.

## Период Чайтаньи

### Бенгалия конца XV века
Несмотря на то, что к концу XV века в Бенгалии существовала заметная вайшнавская литературная традиция, вайшнавизм не получил там широкого распространения, значительно уступая по популярности буддизму и тантризму. Главным культурным и интеллектуальным центром Бенгалии был город Навадвипа, находившийся под властью мусульман. Навадвипа была известна по всей Бенгалии и за её пределами как центр традиционной брахманской учёности. Наиболее известным брахманом-эрудитом этого периода был Рагхунандана Бхаттачарья, — ортодоксальный религиозный законник, составивший объёмный свод правил, регулирующих кастовые отношения. Одной из основных достопримечательностей Навадвипы была школа «новой логики» (навья-ньяя), в которой господствовал дух секулярной учёности. Главной заботой здесь было приобретение светского образования, а вовсе не поиск решения вопросов, связанных с душой и Богом. Вайшнавы Навадвипы рассматривали всё это как плачевный упадок религии. Так, в пьесе Кавикарнапуры «Чайтанья-чандродая» сообщается о «ложных аскетах», «дурных тантриках», о людях, предающихся мясоедению и винопитию. Вриндавана Даса в поэме «Чайтанья-бхагавата» говорит о царящем повсюду безверии и религиозном формализме.

### Молитвы Харидасы Тхакура и Адвайты Ачарьи
Духовным лидером вайшнавов Навадвипы в то время был Адвайта Ачарья, последователь знаменитого вайшнавского подвижника Мадхавендры Пури. Санатана Госвами в своём труде «Вайшнава-тошани» называет его «тем, кто посадил в мире древо кришна-бхакти-расы». Другим известным деятелем вашнавизма в Бенгалии того времени был Харидаса Тхакур, обратившийся в вайшнавизм из ислама. В «Чайтанья-чаритамрите» Кришнадасы Кавираджи рассказывается, что удручённые царившим вокруг безбожием и материализмом, Харидаса Тхакур и Адвайта Ачарья молили Кришну о том, чтобы он явился спасти мир. Ответом на их молитвы было нисшествие в мир Чайтаньи Махапрабху — основателя гаудия-вайшнавизма.

### Жизнь и деятельность Чайтаньи
Чайтанья родился в 1486 году в одной из брахманских семей Навадвипа. С ранней юности он прославился своей учёностью и даже открыл собственную школу, где преподавал логику, санскрит и другие предметы. В 1509 году Чайтанья отправился в Гаю, с целью совершить там поминальный обряд по умершему отцу. Там он повстречал ученика Мадхавендры Ишвару Пури, принадлежавшего к сампрадае Махвачарьи брахма-сампрадае и получил у него духовное посвящение. Чайтанья выбрал сампрадаю Мадхвы, потому что был очень признателен Мадхвачарье за опровержение теории майявады, яростным борцом с которой он был. Майявада убивает бхакти, а Чайтанья пришёл, чтобы учить безоговорочной любви к Богу.
После инициации Чайтанья начал проявлять признаки необычайного религиозного вдохновения; он прекратил заниматься преподавательской деятельностью и целиком посвятил себя проповеди. Став свидетелями произошедших с ним перемен, родные и друзья Чайтаньи вскоре начали воспринимать его как нисшедшего в мир Бога. Вместе с ним они предавались экстатическому киртану (пению имён Кришны), что вызвало враждебность ортодоксальных жителей Навадвипы и привело к конфликту с мусульманскими властями. Как рассказывается в поэме Кришнадасы «Чайтанья-чаритамрита», конфликт этот закончился тем, что мусульманский наместник Навадвипа перешёл в вайшнавизм и издал указ, запрещающий как-либо препятствовать киртану Чайтаньи и его последователей. После этого, Чайтанья вместе со своими сподвижниками начал проповедовать по всей Бенгалии, не встречаясь более с проблемами подобного рода.
Вскоре, Чайтанья оставил семейную жизнь и принял санньясу. Он совершил паломничество в Южную Индию, где посетил известные индуистские религиозные центры и приобрёл множество последователей. Под влиянием проповеди Чайтаньи, к нему присоединились люди самой разной этнической, кастовой и религиозной принадлежности. После этого Чайтанья отправился в основные святые места северного вайшнавизма — Вриндаван и Матхуру. По пути туда он встретился с будущими крупными кришнаитскими богословами Санатаной Госвами и Рупой Госвами. Чайтанья дал им наставления, которые впоследствии легли в основу доктрины гаудия-вайшнавизма.
В дальнейшем Чайтанья поселился в Пури (Орисса), где провёл последние двадцать четыре года своей жизни в окружении учеников и последователей, среди которых были известный брахман-эрудит Сарвабхаума Бхаттачарья и раджа Ориссы Пратапарудра. Последние годы своей жизни Чайтанья, поглощённый религиозными переживаниями, общался только с небольшой группой наиболее близких учеников. Незадолго до своего ухода он продиктовал им своё единственное произведение «Шикшаштаку» («Поучение в восьми стихах»).

## Период расцвета: XVI—XVII века
После смерти Чайтаньи его ученики и последователи успешно распространили основанное им движение. История движения и жизнь главных последователей Чайтаньи описывается в таких текстах как «Бхакти-ратнакара» и «Нароттама-виласа» Нарахари Чакраварти, «Према-виласа» Нитьянанды Дасы, «Расика-мангала» Гопиджанаваллабхи и других. В Бенгалии, движение возглавил Вирабхадра, который был сыном Нитьянанды — ближайшего сподвижника Чайтаньи и вдова Нитьянанды Джахнава Деви; в Матхуре и Вриндаване лидерами кришнаитов стали так называемые Госвами Вриндавана (Рупа, Санатана, Джива и др.); в Ориссе — Шьямананда и Расикананда; гаудия-вайшнавизм также проник в Ассам и такие города Западной Индии, как Джайпур, Лахор, Мултан и Пандарпур. Последователи Чайтаньи систематизировали его учение в собственных философских и богословских трудах, наиболее значительные из которых принадлежали перу Рупы Госвами, Санатаны Госвами и Дживы Госвами. Также было написано большое количество агиографий, посвящённых Чайтанье и его последователям; появилось множество сочинений самых разнообразных жанров — поэм, религиозных гимнов и песен. Бенгальский вайшнавизм повлиял даже на невайшнавских авторов. Так, например, некоторые бенгальские последователи шактизма в посвящениях к своим трудам восхваляли Чайтанью как аватару Кришны.
Период XVI — XVII веков был периодом наибольшего расцвета гаудия-вайшнавизма. Важной частью религиозной жизни бенгальских вайшнавов стали празднества, уличные шествия (санкиртана) и многолюдные совместные трапезы. В 1574 году лидеры всех групп кришнаитов в первый раз собрались вместе на фестивале в Кхетури, организованном женой Нитьянанды Джахнавой Деви. Фестиваль в Кхетури помог систематизировать и окончательно выделить гаудия-вайшнавизм как отдельную ветвь вайшнавизма. Такие фестивали стали проводиться регулярно: на них разрозненные группы бенгальских вайшнавов получали возможность ознакомиться как с практическими, так и с богословскими тонкостями гаудия-вайшнавизма каждой ветви. В них могли участвовать все желающие, включая неприкасаемых, поскольку в гаудия-вайшнавизме достоинство человека определялось вовсе не кастой, а преданностью Богу. Так, в «Чайтанья-бхагавате» приводятся универсалистские заявления Харидасы Тхакура, сподвижника Чайтаньи, который говорит, обращаясь к мусульманскому наместнику: «Послушай, отец, Всевышний у всех один, различие только в именах, которыми Его наделяют индусы и мусульмане. В Коране и Пуранах говорится об одной и той же Высшей цели — едином и неделимом вечном Сущем, Чистом и Нетленном. Во всей полноте восседает Он в каждом сердце».
На деньги богатых последователей и почитателей были построены многочисленные храмы. Только в Пури было сооружено около 300 храмов, посвящённых Кришне и Чайтанье, а во Вриндаване — более 500. Крупнейшие вайшнавские мыслители этого периода — Вишванатха Чакраварти и Баладева Видьябхушана (XVII — XVIII века) — продолжили разработку философско-богословской системы гаудия-вайшнавизма. Вишванатха Чакраварти в своих трудах, таких как «Рага-вартма-чандрика», разъяснил основные спорные моменты в кришнаитском богословии относительно понимания практики рагануга-бхакти. Его ученик Баладева Видьябхушана написал знаменитый комментарий к «Веданта-сутре» под названием «Говинда-бхашья».

## Упадок: XVIII—XIX века
В конце XVIII века наступил упадок гаудия-вайшнавизма. Проповедническая деятельность практически прекратилась и начали возникать разнообразные «толки», в которых первоначальное учение Чайтаньи передавалось в сильно изменённом виде. Эти новообразованные группы получили название апасампрадай, а их последователи стали называться сахаджиями. С другой стороны, в среде бенгальских вайшнавов, под влиянием брахманской ортодоксии начали образовываться своего рода касты: появились «потомственные» вайшнавы, которые владели храмами и передавали по наследству право служения в них, что грубо противоречило первоначальным универсалистским принципам движения. В результате к началу XIX века гаудия-вайшнавизм пришёл в упадок.

## Новый подъём: XIX—XX века
Новый подъём движения Чайтаньи начался во второй половине XIX века. Произошёл он благодаря активной деятельности Бхактивиноды Тхакура (1838 — 1914), возобновившего проповедь гаудия-вайшнавизма в Бенгалии и Ориссе и выступившего инициатором распространения учения Чайтаньи за пределами Индии. Бхактивинода написал и издал много книг на санскрите, бенгали и, впервые в истории бенгальского вайшнавизма, на английском. В 1869 году он опубликовал книгу «The Bhagavat: Its Philosophy, Its Еthics & Its Theology», а в 1896 году — «Sri Chaitanya Mahaprabhu. His Life and Precepts», книгу, которую он отослал в несколько западных университетов и библиотек. Сын Бхактивиноды, Бхактисиддханта Сарасвати (1874 — 1937), продолжил дело своего отца. Проповедовал он не только в Бенгалии и Ориссе, но и в других индийских регионах. В 1918 году он создал всеиндийское религиозное объединение «Гаудия-матх», которое, однако, распалось после его смерти, недолго просуществовав как единая организация. Эта ветвь гаудия-вайшнавизма получила название «сарасвата гаудия-вайшнавизма».
Среди всех направлений вайшнавизма, гаудия-вайшнавизм оказался наиболее способным к пересадке на иную почву, распространившись с середины XX века далеко за пределы Индии как на Запад, так и на Восток, и заняв там прочные позиции. Распространение гаудия-вайшнавизма на Западе начал в 1902 году Баба Премананда Бхарати (1858 — 1914) из ривайвелистского круга последователей бенгальского гуру Прабху Джагадбандху.
15 октября 1902 года, после непродолжительного визита в Париж и Лондон, он прибыл в Нью-Йорк. За последующие пять лет, Премананда Бхарати опубликовал на английском книгу о Кришне, выпускал вайшнавский периодический журнал и основал существовавшее непродолжительное время общество «Кришна-самадж» ("Krishna Samaj" - "Общество Кришны") в Нью-Йорке и храм в Лос-Анджелесе.
Свою книгу 1904 года «Sree Krishna—the Lord of Love», — по оценкам отдельных исследователей, первый обширный трактат гаудийя-вайшнавизма на английском, — автор отослал Л. Н. Толстому, который был буквально изумлён и впоследствии цитировал её текст в знаменитом открытом «Письме индусу».
В 1907 году, в сопровождении семи учеников, он вернулся назад в Индию, где привлёк внимание прессы, в особенности в Мадрасе. В 1910 году он снова отправился в США, но был вынужден вернуться годом позднее по причине слабого здоровья. После смерти Премананды Бхарати в 1914 году, его влияние быстро угасло, а большинство его западных учеников обратилось в различные формы христианства. Верные его последователи позднее создали несколько организаций, в том числе ныне уже не действующие «Order of Living Service» и «AUM Temple of Universal Truth».
Повторную попытку проповеди гаудия-вайшнавизма на Западе предпринял в 1933 году Бхактисиддханта Сарасвати, послав в Лондон группу своих старших учеников-санньясинов во главе со Свами Боном. В результате, сначала в Лондоне, а затем в Берлине были открыты небольшие филиалы Гаудия-матха. Ученики Бхактисиддханты также опубликовали несколько книг и обратили в гаудия-вайшнавизм несколько немцев и англичан.
В 1937 году они вернулись назад в Индию, после чего начатая ими в Европе проповедническая работа прекратилась, хотя открытый ими в Лондоне небольшой храм существует и по сей день.
Наконец, уже в 1960-е годы, ученик Бхактисиддханты Сарасвати Бхактиведанта Свами Прабхупада смог успешно перенести гаудия-вайшнавизм на западную почву — сначала в США, а потом и в других странах мира. В 1965 году он прибыл в Нью-Йорк и год спустя основал Международное общество сознания Кришны (ИСККОН). Это религиозное движение современных последователей Чайтаньи, также известное как Движение сознания Кришны, существует ныне в большинстве стран мира, в том числе и в России. Помимо Движения сознания Кришны, являющегося наиболее крупным и влиятельным кришнаитским объединением, во многих странах мира, включая Россию, действуют отделения и других вайшнавских объединений того же самого толка. Примером может служить такая организация, как «Чайтанья Сарасват Матх», также представляющая движение основанное Шри Чайтаньей.
В современной Индии, миллионы бенгальцев, множество жителей Ориссы, Уттар-Прадеш, Манипура и других индийских штатов остаются приверженцами традиции гаудия-вайшнавизма.
В общинах бенгальских вайшнавов или кришнаитов поддерживается традиционный жизненный уклад и традиционная система передачи знания.

### Современные кришнаитские организации
Существует много кришнаитских организаций, большинство из которых являются ветвями Гаудия-матха. Наиболее известные из них:
- Миссия Гаудия[англ.] (Gaudiya Mission), основатель Ананта Васудэв Прабху (1940)[39];
- Шри Гаудия Веданта Самити (Sri Gaudiya Vedanta Samiti), основатель Бхактипрагьяна Кешава Госвами (1940)[40];
- Шри Чайтанья Матх (Sri Chaitanya Math), основатель Кунджабихари Видьябушана[41];
- Шри Чайтанья Сарасват Матх (Sri Chaitanya Saraswat Math), основатель Бхакти Ракшак Шридхара Госвами (1941)[42];
- Шри Чайтанья Гаудия Матх (Sri Chaitanya Gaudiya Math), основатель Бхактидайита Мадхава Госвами (1953)[43];
- Шри Харидас Нивас (Sri Haridas Niwas), основатель Харидас Шастри (1965)[44];
- Международное общество сознания Кришны (International Society for Krishna Consciousness), основатель Бхактиведанта Свами Прабхупада (1966)[45];
- Шри Кришна-Чайтанья миссия (Sri Krishna Chaitanya Mission), основатель Бхакти Вайбхава Пури Госвами (1966)[46]
- Шри Чайтанья према самстхана (Sri Caitanya Prema Samsthana, SCPS), основатель Пурушоттам Госвами (1972)[47];
- Институт знания о тождественности (Science of Identity Foundation), основатель Сиддхасварупананда Парамахамса (Крис Батлер) (1977)[48];
- Шри Шри Радха-Говиндаджи траст (Sri Sri Radha Govindaji Trust), основатель Свами Бон (1979);
- Вринда — Вриндаванский институт вайшнавской культуры и исследований (Vrinda — The Vrindavan Institute for Vaisnava Culture and Studies), основатель Парамадвайти Свами[исп.] (Ульрих Харлан) (1984)[49];
- Шри Чайтанья Вайшнава санга (Sri Chaitanya Vaishnava Sanga), основатель Турия Дас Махашая (1984);
- Шри Чайтанья санга (Sri Caitanya Sanga), основатель Трипурари Свами (1985)[50];
- Шри Гопинатх Гаудия Матх (Sri Gopinatha Gaudiya Math), основатель Бхакти Прамод Пури Госвами (1989)[51];
- Шри Нарасингха Чайтанья Матха траст (Sri Narasingha Chaitanya Matha Trust), основатель Бхакти Гаурава Нарасингха (1995)[52];
- Международное общество чистой бхакти-йоги (International Pure Bhakti Yoga Society), основатель Бхактиведанта Нараяна Госвами (2004)[53].

Ряд названных и иных организаций объединены с 1994 года во Всемирную вайшнавскую ассоциацию (World Vaisnava Assosiation — Visva Vaisnava Raj Sabha (WVA—VVRS)).
К началу XXI века, следуя примеру Бхактиведанта Свами Прабхупады, все эти ветви Гаудия-матха открыли свои центры за пределами Индии. В настоящее время лидеры этих общин активно проповедуют гаудия-вайшнавизм по всему миру.

### История гаудия-вайшнавизма в России
История гаудия-вайшнавизма в России началась в 1971 году с визита в Москву основателя Международного общества сознания Кришны — Бхактиведанты Свами Прабхупады, который посетил СССР по приглашению заведующего отдела Индии и Южной Азии Института востоковедения АН СССР профессора Г. Г. Котовского. В Москве Прабхупада встретился со студентом Анатолием Пиняевым, который стал его учеником и последователем получив духовное имя Ананта-шанти Даса. После отъезда Прабхупады, Анатолий начал распространять гаудия-вайшнавизм в разных городах России.
В 1981 году на страницах одного из номеров журнала «Коммунист» появилось высказывание тогдашнего заместителя председателя КГБ Семёна Цвигуна:
Существует три величайшие угрозы советскому образу жизни: западная культура, рок-н-ролл и Харе Кришна.
Это высказывание послужило сигналом к решительным действиям со стороны советских властей. Первые российские кришнаиты подверглись репрессиям: более шестидесяти вайшнавов были брошены в тюрьмы, три человека погибли. Впоследствии эти уголовные дела были пересмотрены и признаны сфальсифицированными, а все осуждённые кришнаиты были реабилитированы в соответствии с Законом «О реабилитации жертв политических репрессий».
В 1988 году Международное общество сознания Кришны было официально зарегистрировано в СССР как религиозная организация.

## Влияние гаудия-вайшнавизма на индийскую культуру и общество
Гаудия-вайшнавизм оказал значительное влияние на социальную и культурную жизнь Бенгалии и некоторых других регионов Индии. Согласно одному из современных исследователей, система, созданная Дживой Госвами — крупнейшим богословом и философом бенгальского вайшнавизма, принадлежит к числу величайших в истории индийской мысли.
Бенгальский вайшнавизм — это одно из наиболее «литературных» религиозных направлений Индии. Как отмечают многие исследователи, литературное наследие гаудия-вайшнавизма как в количественном, так и в качественном отношении является уникальным. Также уникально воздействие, которое оказывала и оказывает религиозная литература данной традиции на литературу Бенгалии, Ориссы и других регионов Индии. С. К. Дэ пишет следующее: «Одной из важнейших особенностей движения Чайтаньи была необычайная литературная активность его участников. Непосредственным доказательством силы и жизненности их вдохновения может служить огромное количество созданных ими произведений, как на учёном классическом санскрите, так и на живом народном языке. Объём, разнообразие и яркость литературы движения поразительны. С одной стороны, в изобилии представленная в песенном и повествовательном жанрах на национальных языках, она поистине дала начало новой литературной эпохе, особенно если учесть значительность её вклада, его разнообразие и красоту. С другой стороны, благодаря своей добротной и тщательно проработанной продукции в области богословия, философии и ритуала, а также яркой и сочной поэзии на санскрите, она внесла вклад в санскритскую учёность и обогатила санскритскую религиозную литературу».
В лице своего основателя Чайтаньи Махапрабху, гаудия-вайшнавизм сыграл одну из ведущих ролей в движении бхакти, которое оказало огромное влияние на индийскую культуру, и, по мнению А. А. Куценкова, содействовало её интеграции, сложению из разнородных социальных и культурных элементов в самобытное единство. Вместе с другими направлениями кришнаизма, гаудия-вайшнавизм оказал значительное воздействие на социальную жизнь тех регионов Индии, где он был наиболее распространён. Этому способствовали свойственные бенгальскому вайшнавизму социальная направленность, интерес к человеческой личности и гуманизм.
Так, А. Н. Чаттерджи пишет:
«Движение, инициированное Чайтаньей, можно рассматривать как социально-реформистское, поскольку в нём отвергались кастовые различия и табу. Его результатом было возникновение среди вайшнавов Бенгалии и Ориссы новой общины единомышленников, которые руководствовались новыми социальными нормами. Даже последователи других направлений в этом регионе не избежали воздействия доктрины, выдвинутой Чайтаньей. Точно также, значительное влияние Чайтаньи испытало средневековое общество Ассама».
Бенгальские мыслители усвоили как отдельные понятия, так и целые понятийные системы, почерпнутые из самых разных областей традиционной индийской культуры. В бенгальской мысли, самобытную и схоластически изощрённую трактовку получили многие понятия, ключевые не только для вайшнавизма, но и для индуизма в целом. Всё это наряду с другими факторами явилось базой для глубокого и многостороннего религиозно-философского синтеза, осуществлённого кришнаитскими мыслителями.